# Short S.27
Los Short S.27 y su derivado, el Short Improved S.27 (a veces llamado biplano Short-Sommer), fueron una serie de primeros aviones británicos construidos por Short Brothers. Fueron utilizados por el Almirantazgo y por el Ala Naval del Real Cuerpo Aéreo para entrenar a los primeros pilotos de la Marina Real, así como para realizar los primeros experimentos de aviación naval. C.R. Samson utilizó un Improved S.27 para realizar el primer despegue exitoso desde un barco en movimiento, el 9 de mayo de 1912.

## Diseño y desarrollo

### S.27
En mayo de 1910, Shorts inició la construcción de cuatro ejemplares de un avión diseñado por Horace Short, basado en el exitoso biplano de configuración propulsora Farman III. Se construyeron cuatro ejemplares, con los números de fuselaje S.26, S.27, S.28 y S.30. El S.26 fue construido para Francis McClean y tenía un motor Green de 30 kW (40 hp), siendo este motor también el utilizado para el S.28, construido para J.T.C. Moore-Brabazon. El S.27 fue construido para Cecil Grace y tenía un motor E.N.V. type F de 45 kW (60 hp). El S.29 fue construido como fuselaje de reserva. Dado que Grace voló su máquina en una gran cantidad de eventos de aviación, el diseño pasó a ser conocido generalmente como Short S.27.
El avión era un biplano propulsor de envergaduras iguales con un plano de cola monoplano y un elevador montado sobre botalones instalados por delante de las alas, extendiéndose el elevador por fuera de los botalones de soporte. Se instalaron alerones de efecto simple en las alas superior e inferior. El avión con motor Green tenía un solo timón montado debajo del plano de cola, mientras que el ejemplar con motor E.N.V. de Grace tenía un timón adicional montado encima. El tren de aterrizaje era más simple que el diseño de Farman, y consistía en un par de ruedas montadas en un eje unido a los patines: se instalaron patines de cola complementarios en los extremos de los botalones de cola.

### Improved S.27

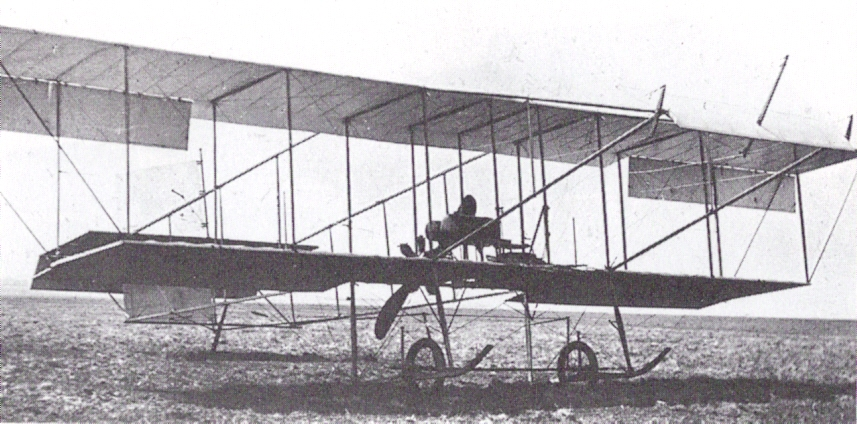
Un avión de la serie Improved S.27 con el ala superior extendida.

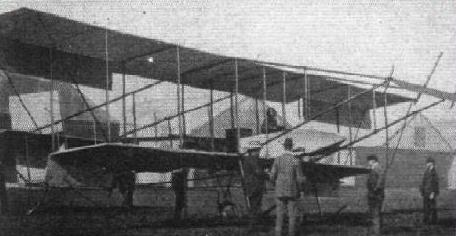
Un Improved S.27 con góndola para el piloto y el pasajero.

El S.27 sirvió de base para varios aviones Shorts que le siguieron. Se diferenciaban del S.27 en que poseían extensiones arriostradas mediante soportes en sus alas superiores, lo que aumentaba la envergadura superior en 3,7 m, una estructura de ala reforzada y un elevador frontal de envergadura reducida sin las secciones exteriores de los botalones. Estaban propulsados por un motor rotativo Gnome de 37 o 52 kW (50 o 70 hp). Uno (el S.35) se construyó con una góndola para el piloto y el pasajero, sentados en tándem: posteriormente se instaló una góndola similar en el S.34. Algunos fueron construidos con controles duales con fines instructivos. Muchos de los aviones construidos fueron posteriormente reconstruidos en profundidad, convirtiéndose de hecho en modelos diferentes.

### Nomenclatura
En el período anterior a la Primera Guerra Mundial, Short Brothers no asignaba designaciones de modelo a sus aviones, sino que tenían números de fuselaje individuales, precedidos por la letra "S". Los números de modelo se dieron retrospectivamente, generalmente utilizando el número de fuselaje del primer avión del modelo. Además, los aviones originalmente propiedad de Frank McClean recibieron números individuales suyos, y los aviones operados por el Almirantazgo tenían un número de serie naval: este sistema sufrió una serie de cambios.
Después de la Primera Guerra Mundial, Shorts comenzó a otorgar a los aviones un número de índice de diseño, siendo el S.1, el Short Cockle.

### Lista de aviones individuales
Referencia: Barnes 1965
- S.26: Inicialmente con motor Green y construido para McClean, convirtiéndose en el Número 3 en su lista de flota (Fleet No.3). Volado por el teniente G.C. Colmore para obtener su certificado de aeroclub, el primero emitido a un oficial naval. Después de un accidente en la reunión de aviación de Lanark en agosto de 1910, fue reconstruido con un elevador frontal de envergadura reducida y un Gnome de 50 hp, y McClean lo utilizó para obtener su certificado de Aero Club el 19 de septiembre. Prestado a la Armada para entrenamiento de vuelo en Eastchurch, donde adquirió los apodos de The Dud (El Falso) y The Owd Bitch (La Vieja Perra).
- S.27: Propiedad de Cecil Grace. Después de su muerte, comprado por McClean (Fleet No.11) y equipado con un motor Gnome. Utilizado para entrenar pilotos navales en Easthurch, y luego reconstruido para convertirse en el Tandem Twin.
- S.28: Motor Green, inicialmente propiedad de Moore-Brabazon, luego vendido a McClean (Fleet No.5) y equipado con un Gnome de 50 hp. Utilizado con fines de formación en Eastchurch. Accidentado y reconstruido como S.38.
- S.29: Propulsado por un motor E.N.V. y equipado con alas superiores extendidas y otras modificaciones para Cecil Grace, que perdió la vida en el avión el 22 de diciembre de 1910, en un intento de ganar el premio Baron de Forest.
- S.32: Construido para Frank McClean (Fleet No.8). Equipado con asientos lado a lado y controles duales.[3] Utilizado por el Ejército Territorial para entrenamiento de vuelo. Posteriormente reconstruido con envergadura de 21,34 m y renumerado como No.14. Posteriormente presentado al Almirantazgo, reconstruido como Type 38, volado por la Armada como No. 904 y utilizado para entrenamiento de vuelo en Hendon.[4]
- S.33: Construido para Frank McClean (Fleet No.13). Posteriormente se le equipó con flotadores y fue rematriculado como 13A. Avión utilizado por McClean para volar a través del Puente de la Torre.
- S.34: Versión de Largo Alcance, "Naval Biplane No. 3". Comprado por el Almirantazgo y denominado "No. 1 Biplane", más tarde "B1", luego "T1" y finalmente "1".
- S.35: Construido para Maurice Egerton, con góndola. Gnome de 50 hp, alerones sólo en el ala superior. Dañado en un accidente al aterrizar el 13 de enero de 1912 y probablemente reconstruido como Triple Twin.[5]
- S.38: Construido para el RNAS como reemplazo del S.28. Gnome de 70 hp. En particular, volado por C.R. Samson para realizar el primer despegue desde un barco en movimiento. Posteriormente se reconstruyó sustancialmente para convertirse efectivamente en el prototipo de un nuevo diseño, el Short S.38 Type, manteniendo la matrícula RNAS2.
- S.39: El Triple Twin, posteriormente reconstruido como Admiralty Type 3.
- S.43: Controles duales, utilizado por el RFC para entrenamiento de vuelo en Upavon.
- S.44: Como el S.43.

## Historia operacional
La fecha del primer vuelo de un avión de este modelo no está registrada, pero el número de Flight del 4 de junio de 1910 incluía una fotografía del avión y un artículo que registraba que Cecil Grace había realizado varios vuelos exitosos, refiriéndose al avión como No. 27. Tanto el S.26 como el S.27 estaban volando el 19 de junio de 1910. El S.26 fue pilotado por G.C. Colmore, un completo novato que, después de veinte minutos de pruebas de rodaje, completó dos circuitos y medio del aeródromo antes de tener que aterrizar debido a un problema con el motor. Al día siguiente consiguió obtener su licencia de piloto, la decimoquinta que concedía el Royal Aero Club.
El 20 de junio, Grace estableció un nuevo récord británico de altitud en el S.27, alcanzando una altura de 360 m (1180 pies), y ese mismo mes lo voló en la reunión del Midland Aero Club celebrada en Dunstall Park, Wolverhampton, entre el 27 de junio y el 2 de julio de 1910. Aquí realizó lo que se consideró el vuelo más espectacular de la reunión, permaneciendo en el aire durante casi media hora y alcanzando una altitud de más de 150 m (500 pies).
Posteriormente, se completó el S.29 para Cecil Grace con un motor E.N.V. de 45 kW (60 hp) para intentar ganar el premio Baron de Forest por el vuelo más largo realizado en una máquina totalmente británica, desde el Reino Unido hasta un destino en Europa continental, antes de finales de 1910. Grace realizó su intento el 22 de diciembre de 1910, partiendo de Dover. Logró cruzar el Canal de la Mancha, pero aterrizó cerca de Calais debido a la mala visibilidad. Más tarde ese día aprovechó una mejora en las condiciones climáticas para intentar volar de regreso a Dover, pero después del despegue se encontró con una niebla intensa y calculó mal su rumbo. Fue avistado por el faro de North Goodwin, y un guardacostas en Ramsgate informó haber escuchado el sonido de un motor de avión a cierta distancia de la costa, pero no se encontraron más rastros de Grace o de su avión.
A finales de 1910, McClean, que estaba a punto de participar en una expedición a Fiyi y Tasmania para observar un eclipse solar, se ofreció a prestar dos aviones al Almirantazgo para que los utilizaran para entrenar a oficiales navales en el vuelo, y Cecil Grace ofreció sus servicios como un instructor no remunerado. Después de la muerte de Grace, George Cockburn se ofreció a reemplazarlo. Estas ofertas fueron aceptadas y, de los 200 voluntarios, se seleccionaron los tenientes Charles R. Samson, R. Gregory y Arthur M. Longmore de la Marina Real y el teniente E.L. Gerrard de la Real Infantería Ligera de los Marines. Se presentaron para entrenamiento de vuelo en el aeródromo de Eastchurch el 1 de marzo de 1911 y obtuvieron sus alas en seis semanas. En octubre de 1911, la Armada Real compró los dos aviones y fundó la Escuela de Vuelo Naval, Eastchurch, en el aeródromo de Eastchurch.
Además de utilizarse para entrenamiento, los aviones S.27 e Improved S.27 también se utilizaron en varios de los primeros experimentos de aviación naval. El ejemplar más famoso fue uno de los dos pertenecientes a la Escuela de Vuelo Naval de Eastchurch, con el número de fabricante S.38, que logró varias primicias en la aviación en unos pocos meses en 1911 y 1912.

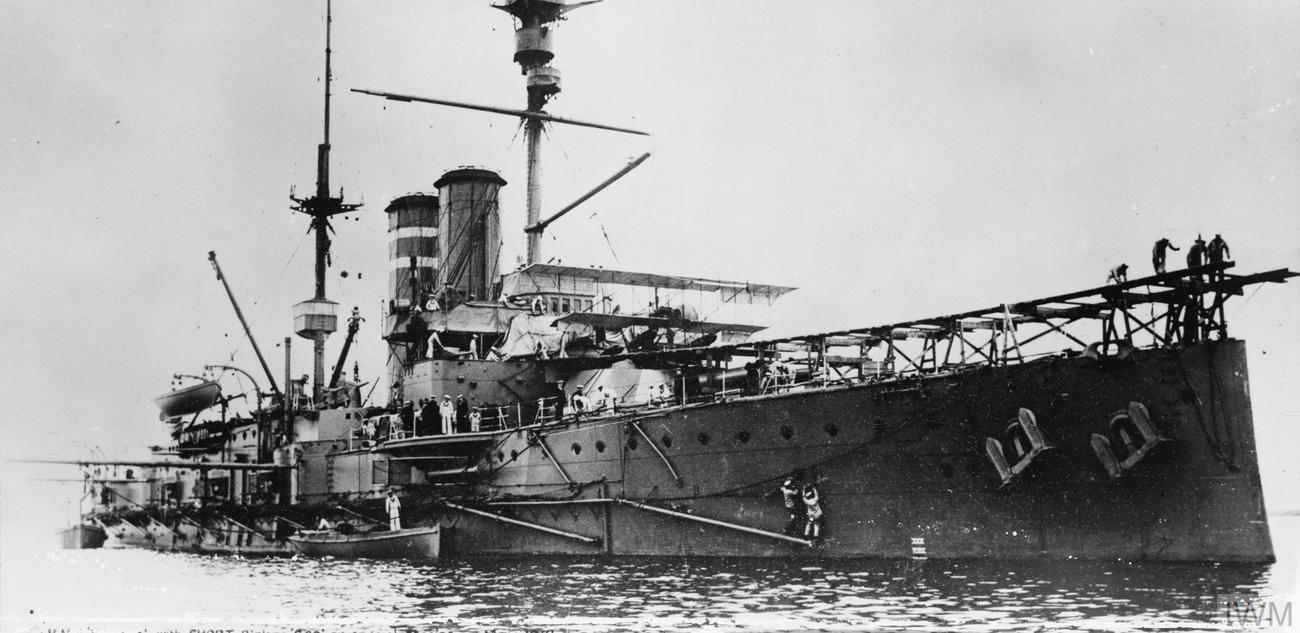
El No. 38 izado en la pista de proa instalada en el HMS Hibernia, poco antes de que el comandante Charles Samson lo pilotara en el primer despegue de un avión del mundo desde un barco en movimiento el 9 de mayo de 1912.

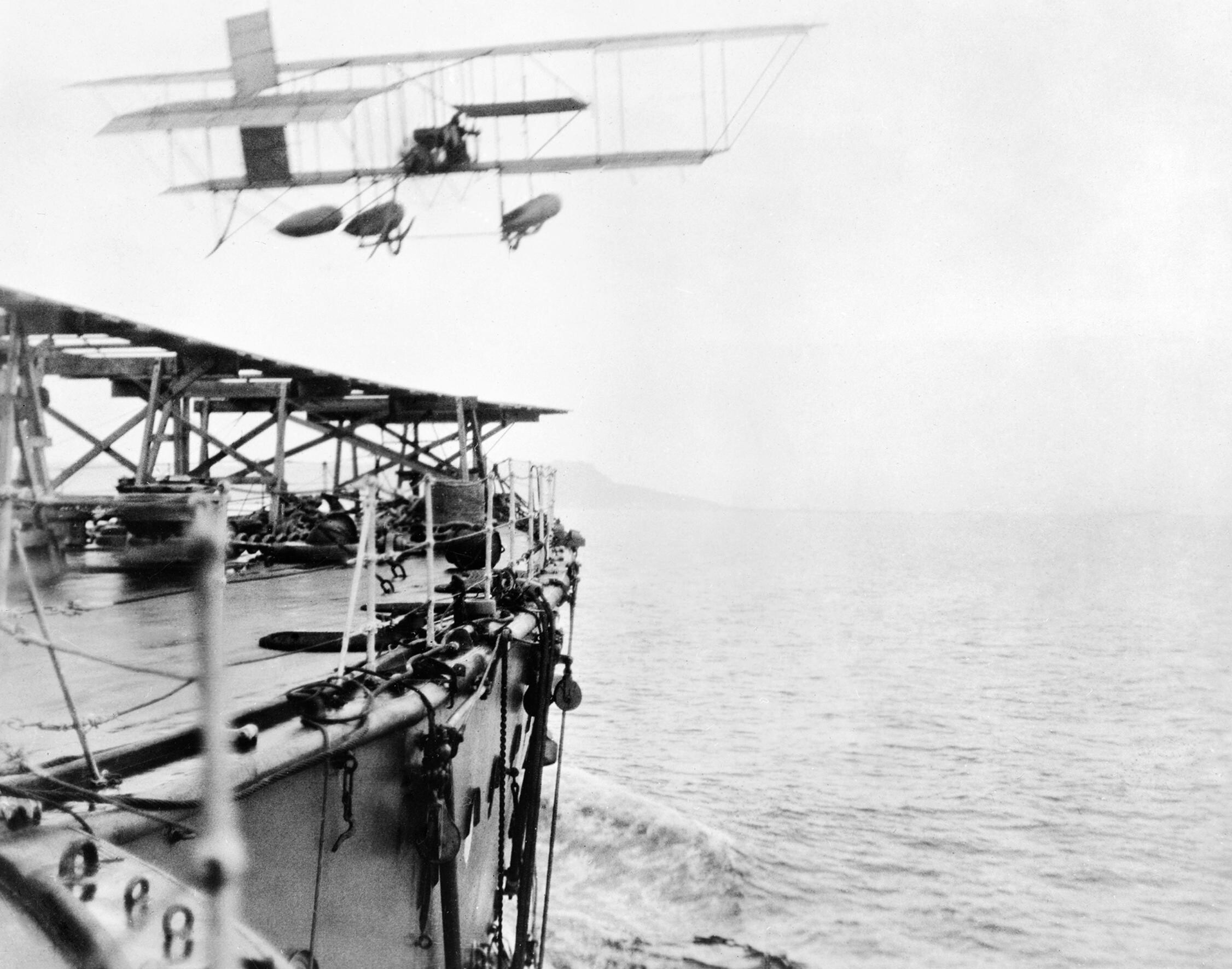
Despegue histórico del comandante Samson desde el HMS Hibernia. Las tres bolsas de aire aerodinámicas utilizadas para la flotación son claramente visibles.

En 1911, el teniente Longmore y Oswald Short instalaron bolsas de aire aerodinámicas en los soportes del tren de aterrizaje y debajo de la cola del Improved S.27 No. 38 para permitir que el avión aterrizara en el agua. El 1 de diciembre, Longmore utilizó el avión para convertirse en la primera persona en el Reino Unido en despegar desde tierra y realizar un aterrizaje exitoso en el agua, cuando aterrizó en el río Medway frente a Sheerness, después de lo cual el No. 38 fue llevado a tierra y volado de regreso a Eastchurch. Se construyó una plataforma de despegue sobre la cubierta de proa y de la torreta delantera de 305 mm del acorazado pre-dreadnought HMS Africa, y el 10 de enero de 1912, Samson, pilotando el No. 38, utilizó la plataforma mientras el Africa estaba anclado frente a Sheerness para realizar el primer despegue exitoso de un avión desde un barco en el Reino Unido. Posteriormente, la plataforma fue trasladada al acorazado HMS Hibernia.
El S.38 fue uno de los cuatro aviones navales que participaron en la Revista de la Flota de 1912 en Weymouth, siendo los otros un biplano tractor Short S.41, un monoplano Deperdussin y un monoplano Nieuport. Fue pilotado por Samson (ahora ascendido al empleo de comandante) y el teniente Gregory. En presencia del rey Jorge V, se realizó una convincente exhibición de las posibilidades de la aviación naval, incluida una demostración del uso de aviones para detectar submarinos sumergidos y el lanzamiento de una bomba simulada de 140 kg por parte de Gregory. El 9 de mayo, segundo día de la revista, Samson voló el No. 38 desde el Hibernia, ahora equipado con la rampa, mientras el barco estaba en navegación, la primera vez que se hacía esto. Posteriormente, la rampa fue transferida nuevamente, esta vez al acorazado HMS London, y Samson repitió la hazaña el 4 de julio.
McClean hizo otra exhibición muy pública del avión el 10 de agosto de 1912, cuando "recordando una cita en la Ciudad", voló el S.33, equipado con flotadores, desde Eastchurch hasta Westminster, volando por el Támesis. Incapaz de ganar suficiente altura para volar sobre el Puente de la Torre, voló entre las basculantes y la pasarela superior del puente, y luego voló bajo los puentes restantes antes de aterrizar en Westminster, rozando el agua en el puente de Blackfriars y el puente de Waterloo. Esta hazaña no hizo gracia a las autoridades, y para su viaje de regreso se vio obligado a rodar el avión por el Támesis hasta Shadwell Basin, donde, al intentar despegar, el avión se deslizó lateralmente, dañando uno de los flotadores: el avión fue devuelto a Eastchurch por carretera.
En julio de 1912 se suministraron dos ejemplares equipados con controles duales, el S.43 y el S.44, a la recién creada Escuela Central de Vuelo en RAF Upavon, donde todavía estaban en servicio a finales de 1914.

## Variantes

### S.38
El fuselaje número S.38 era un Improved S.27, utilizado por el RNAS. El 9 de julio de 1912, sufrió daños mientras lo izaban a bordo del HMS London. Fue devuelto a Shorts y reconstruido con importantes modificaciones. El avión modificado se convirtió en la base de un nuevo modelo, el Short S.38.

### Short Triple Twin

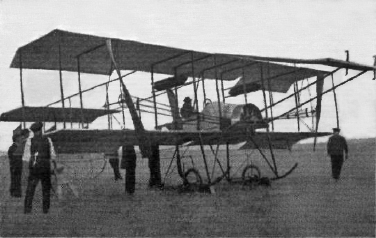
El "Triple Twin".

El número de fuselaje S.39 de Shorts se asignó a un avión bimotor experimental basado en el Type S.27, el Triple Twin. Estaba propulsado por dos motores Gnome Omega de 50 hp, uno en la parte delantera de la góndola, que movía un par de hélices tractoras montadas en los soportes interplanares, con la transmisión por cadena a la hélice izquierda cruzada, de modo que las hélices delanteras giraran en direcciones opuestas, y el segundo motor montado detrás del borde de fuga del ala inferior, moviendo una hélice propulsora. Cuando se construyó y voló por primera vez, las alas tenían la misma envergadura, con alerones de borde de fuga instalados en las alas superiores e inferiores. McClean lo voló por primera vez el 18 de septiembre de 1911 y fue comprado el Almirantazgo en junio de 1912, dándosele la matrícula T.3.
Posteriormente se realizaron varias modificaciones al avión. En diciembre de 1911 se ampliaron las alas superiores y se aumentó la capacidad de combustible: las extensiones se retiraron en febrero y se instalaron en el Tandem Twin. En octubre se ampliaron las alas superior e inferior, dándoles una envergadura de 15 m, y el ala superior se amplió más tarde todavía más, dándole una envergadura de 20 m.
A principios de 1913, el S.39 fue completamente reconstruido como monomotor propulsor, sin un elevador delantero y una unidad de cola similar a la del Short S.38 de producción, con timones equilibrados. En esta forma fue conocido como Admiralty Type 3, y tenía un rendimiento bastante mejor que un Type 38 estándar. Su velocidad máxima era 105 km/h y el techo estaba por encima de los 2700 m (9000 pies). Estaba entre los aviones utilizados en Francia por el RNAS en los primeros meses de la Primera Guerra Mundial, siendo utilizado como avión de comunicaciones.

### Short Tandem Twin

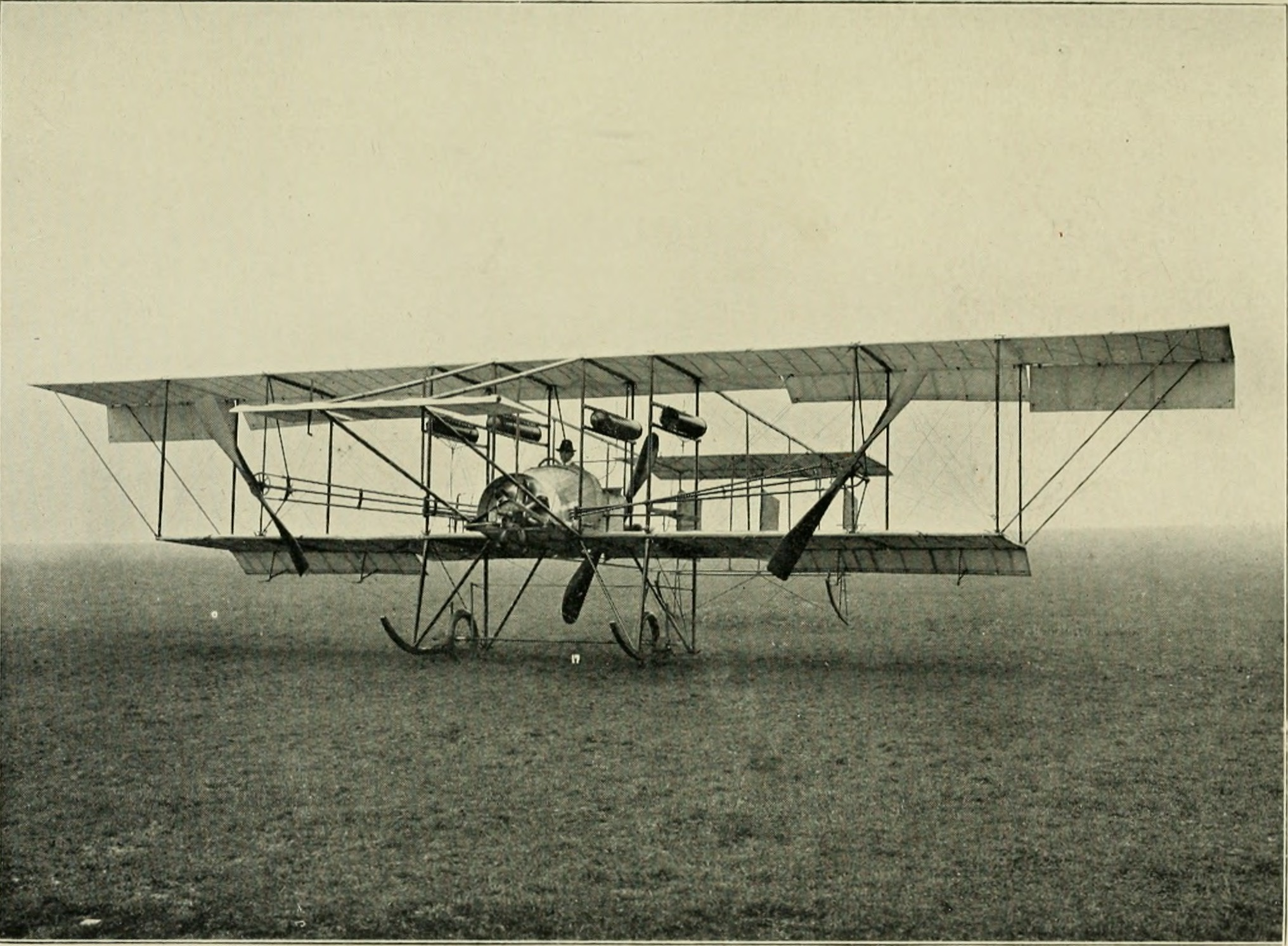
Tandem Twin.

El Tandem Twin fue otro de los primeros ejemplos de avión bimotor. Fue construido para Francis McClean, utilizando partes de S.27 equipado con una góndola corta en la parte superior del ala inferior, con un Gnome Omega de 37 kW (50 hp) en cada extremo, realizándose el acceso a la cabina a través de un orificio situado en el piso de la góndola. Las superficies de la cola se modificaron añadiendo un par adicional de timones rectangulares sobre el plano de cola. McClean lo voló por primera vez el 29 de octubre de 1911, con alas de igual envergadura: posteriormente se instalaron extensiones en el ala superior. La aeronave sufría problemas de estabilidad debido a un control insuficiente de los alerones y a variaciones impredecibles provocadas por el funcionamiento de la hélice trasera en la estela de la delantera. Fue prestado al RNAS para entrenamiento de pilotos y finalmente Samson lo estrelló. El avión recibió los apodos de Vacuum Cleaner (Aspiradora) y de Gnome Sandwich (Sándwich de Gnomo).

### Short S.32 (modificado)
En 1913, Frank McClean y J.H. Spottiswoode decidieron emprender una expedición aérea por el Nilo. Al darse cuenta de que esto requeriría un avión con una baja carga alar, McClean consiguió que Shorts le construyera un avión que era en gran parte una reconstrucción del S.32, pero posiblemente incorporaba componentes del S.33 y del S.34. A la máquina resultante se le añadió un vano adicional a las alas y se ampliaron las extensiones sobresalientes, elevando la envergadura hasta los 21,49 m. El avión también recibió una góndola alargada, con el elevador delantero montado sobre un estabilizador inclinado hacia arriba en su morro, y se instalaron timones emparejados. El avión conservó el motor Gnome Lambda  de 52 kW (70 hp) original. Sin embargo, su rendimiento fue decepcionante y McClean hizo construir un nuevo diseño, el Short S.80. Posteriormente, el fuselaje se modificó aún más, principalmente eliminando las alas extendidas, para convertirlo en un Type 38.

## Réplica
Hay una réplica no volante de un S.27 en exhibición en el Fleet Air Arm Museum en RNAS Yeovilton. En 1971 se produjo una réplica del Short S.29 de 1910, usando un motor E.N.V. V-8 de 60 hp. El ejemplar fue exhibido en el Aeródromo Old Rhinebeck en Estados Unidos.

## Operadores
Reino Unido
- Real Servicio Aéreo Naval

## Especificaciones (Improved S.27)
Referencia datos: Barnes 1967, p.70

### Características generales
- Tripulación: Dos
- Longitud: 12,8 m (42,1 ft)
- Envergadura: 14,2 m (46,4 ft)
- Superficie alar: 48 m² (516,7 ft²)
- Peso vacío: 499 kg (1099,8 lb)
- Peso cargado: 699 kg (1540,6 lb)
- Planta motriz: 1× motor rotativo de 7 cilindros refrigerado por aire Gnome Omega.
  - Potencia: 37 kW (51 HP; 50 CV)
- Hélices: Bipala de paso fijo

### Rendimiento
- Velocidad máxima operativa (Vno): 77 km/h (48 MPH; 42 kt)
- Carga alar: 15 kg/m² (3,1 lb/ft²)

## Aeronaves relacionadas

### Secuencias de designación
- Secuencia S._ (interna de Short, anterior a 1921): S.26 - S.27 - S.28 - S.29 - S.32 - S.33 - S.34 - S.35 - S.36 - S.38 - S.39 - S.41 - S.43 - S.44 - S.45 - S.48 - S.49 →
- Secuencia S._ (interna de Short, posterior a 1921): ← S.24 - S.25 - S.26 - S.27 - S.28 - S.29 - S.30 →